# Dynastie Lý
1009–1225
Entités précédentes :
- Dynastie Lê antérieure

Entités suivantes :
- Dynastie Trần

La dynastie Lý (nhà Lý, en vietnamien), parfois appelée la dynastie Lý postérieure (nhà Hậu Lý), fut une dynastie Vietnamienne qui débuta en 1009 à la mort de Lê Ngọa Triều le dernier Empereur, qualifié de cruel et sadique, de la dynastie Lê antérieure (nhà Tiền Lê). Lý Thái Tổ prit le pouvoir soutenu par des officiels qui écartèrent le fils encore enfant de Lê Ngọa Triều alors détesté par le peuple vietnamien.
La dynastie Lý s'acheva en 1225 lorsque l'Impératrice Lý Chiêu Hoàng, âgée de 8 ans, fut forcée d'abdiquer en faveur de son mari, Trần Cảnh, en passant du statut d'Impératrice régnante en Impératrice consort. Ce fut la dynastie Trần qui lui succéda lorsque l'Empereur Trần Thái Tông prit le pouvoir.
La dynastie Lý gouverna le Vietnam pendant 216 ans, années durant lesquelles le Vietnam porta le nom de Annam. Ce fut seulement avec l'avènement des Lý, en 1009 que la monarchie instaura un pouvoir vraiment stable. Après son intronisation, Lý Cong Uan, dont le nom de règne était Lý Thái Tổ ordonna le transfert de la capitale à Thang Long, à l'emplacement de l'actuelle Hanoï. Thang Long restera capitale jusqu'au XIXe siècle. Il décréta l'amnistie générale, fit bruler les instruments de torture. En 1054, son successeur Lý Thái Tông, donna au pays le nom de Đại Việt en lieu et place du Đại Cồ Việt. À partir de la dynastie Lý, le pouvoir monarchique se consolide. Le pays connut peu de famines sévères sous les Lý.

## Histoire
Après une longue période de sujétion à l'Empire féodal chinois, le peuple vietnamien reconquiert son indépendance au Xe siècle. avec les Lý, on s'oriente progressivement vers la mise en place d'un état monarchique centralisé. Ce choix s'avère nécessaire pour la mise en place de chantiers ; notamment la construction de grands travaux hydrauliques, des digues et de canaux pour l'agriculture et aussi pour protéger l'indépendance nationale face aux tentatives de reconquête de la Cour Impériale Chinoise.
La dynastie Lý débute par l'avènement d'un héros en 1009 Lý Thái Tổ qui transféra la Capitale impériale à  la Cité impériale de Thang Long, fait majeur dans l'Histoire du Viêt Nam. Les premiers Lý gouvernent avec sagesse, en étant proches du peuple, structurant le pays avec l'édification d'un corpus de lois dont notamment un code pénal et en mettant en œuvre de nombreux travaux.
En 1052, Lý Thánh Tông, le 3e Empereur Lý transforma le Đại Cồ Việt créé par la dynastie Lê en Đại Việt.

### Le développement économique
L'agriculture tenait une grande place dans l'action des Lý, la terre appartenait de droit au roi.
L'appropriation privée des terres commençait à devenir courante sous les Lý, et ne cessait de gagner; dès le XIe siècle. Les Lý ont dû élaborer une législation pour l'achat et la vente de terres.
L'artisanat connut un grand essor. Les tissages de cotonnade, soieries et brocarts atteignaient un haut niveau et fournissaient notamment la Cour impériale.
L'exploitation des mines d'argent, d'or, d'étain, de plomb se développait et donna naissance à de nouveaux métiers d'argenterie, d'orfèvrerie. L'État battait monnaie avec des sapèques de cuivre.

### L'essor culturel sous les Lý et les Lý (XIeetXIVesiècles)
Le consolidation de l'indépendance nationale , le développement économique, la constitution d'un pouvoir centralisé stable sous les dynasties Lý et Trần a permis le développement d'une culture nationale originale, bien qu'influencée par la civilisation chinoise, oscillant ainsi entre bouddhisme et confucianisme. Le bouddhisme connut un apogée sous les Lý dont l'avènement avait été favorisé par le clergé bouddhique. Celui-ci reçut en retour les plus hauts privilèges.
Des pagodes furent construites sous les Lý dont certaines ont été conservées à ce jour.

## Liste des Lý
La dynastie comporte 9 Empereurs et une Impératrice qui totalisent 218 ans de règne :
- 1009-1028 : Lý Thái Tổ, Fondateur de la Dynastie Lý ; 21 ans de règne
- 1028-1054 : Lý Thái Tông, son fils ; 2e Empereur Lý; 26 ans de règne
- 1054-1072 : Lý Thánh Tông, son fils ; 3e Empereur Lý; 18 ans de règne
- 1072-1127 : Lý Nhan Tông, son fils ; 4e Empereur Lý; 55 ans de règne
- 1127-1138 : Lý Thần Tông, son neveu et fils adoptif ; 5e Empereur Lý ; 11 ans de règne
- 1138-1175 : Lý Anh Tông, son fils ; 6e Empereur Lý; 37 ans de règne
- 1175-1208 : Lý Cao Tông, son fils, déposé ; 7e Empereur Lý; 33 ans de règne
- 1208-1209 : Lý Thẩm, usurpateur ;1 an de règne
- 1209-1210 : Lý Cao Tông, rétabli ; 8e Empereur Lý; 1 an de règne
- 1210-1224 : Lý Huệ Tông, son fils, abdique ; 9e Empereur Lý ; 14 ans de règne
- 1224-1225 : Lý Chiêu Hoàng, sa fille abdique; 10e Impératrice Lý; 1 an de règne

## Sources